# Plazomicină
Plazomicina este un antibiotic din clasa aminoglicozidelor de generație nouă, fiind un analog de gentamicină și derivat de sisomicină. Substituenții introduși pe structura sisomicinei sunt: rest de acid hidroxi-aminobutiric în poziția 1 și un rest hidroxietil în poziția 6'. A fost aprobată pentru uz uman de către Food and Drug Administration în iunie 2018. Este utilizată în tratamentul infecțiilor de tract urinar complicate, datorate bacteriilor foarte rezistente.

## Spectru de activitate
Plazomicina prezintă o activitate sinergică în combinație cu daptomicină sau ceftobiprol împotriva stafilococului auriu meticilino-rezistent (MRSA) și stafilococului auriu vancomicino-rezistent (VRSA) și în combinație cu cefepimă, doripenem, imipenem sau piperacilină/tazobactam împotriva Pseudomonas aeruginosa. Prezintă activitate in vitro împotriva Acinetobacter baumannii rezistent la carbapeneme.